# Мајка Свеа
Мајка Свеа (швед. Moder Svea) је шведска национална алегорија у виду једне жене. Обично се приказује као девица у одбрамбеном штиту, у пратњи са једним или двоје лава. Важи за националну персонификацију Шведске.